# Westerholz (Scheeßel)
Westerholz (niederdeutsch Westerholt) ist ein Ortsteil der Gemeinde Scheeßel im Landkreis Rotenburg (Wümme) in Niedersachsen.

## Geographische Lage
Der Ort liegt 5 km westlich vom Ortskern von Scheeßel und 7 km nördlich von Rotenburg (Wümme). Die A 1 verläuft westlich in 9 km Entfernung. Westlich des Dorfes liegt der Bullerberg, mit 53 Metern eine der höchsten Erhebungen im Landkreis Rotenburg (Wümme).

## Geschichte
Seit dem 1. März 1974 gehört die vorher selbstständige Gemeinde Westerholz zur Einheitsgemeinde Scheeßel. Die ehemalige Schule hat eine sehenswerte, aufwändige Dachkonstruktion und einen Glockenturm. Sie wird heute von einem Spielkreis genutzt.

## Politik
Der Ortsrat, der Westerholz vertritt, setzt sich aus neun Mitgliedern zusammen. Die Ratsmitglieder werden durch eine Kommunalwahl für jeweils fünf Jahre gewählt.
Bei der Kommunalwahl 2021 ergab sich folgende Sitzverteilung:
- Wir für Westerholz (WfW): 9 Sitze

## Vereine und Institutionen
An Vereinen gibt es in Westerholz den Schützenverein Westerholz, den Turn- und Sportverein Westerholz e.V. und die Plattdeutsche Theatergruppe e.V. Westerholter Eekenkring.
Der Golf Club Wümme e.V. hat sein Gelände um Hof Emmen ebenfalls auf der Gemarkung von Westerholz.